# دوغلاس بايبس
دوغلاس بايبس (بالإنجليزية: Douglas Pipes)‏ هو ملحن أمريكي، ولد في 27 سبتمبر 1962 في Los Feliz, Los Angeles ‏ في الولايات المتحدة.

## وصلات خارجية
- الموقع الرسمي
- دوغلاس بايبس على موقع IMDb (الإنجليزية)
- دوغلاس بايبس على موقع ألو سيني (الفرنسية)
- دوغلاس بايبس على موقع ميوزك برينز (الإنجليزية)
- دوغلاس بايبس على موقع أول موفي (الإنجليزية)
- دوغلاس بايبس على موقع قاعدة بيانات الأفلام السويدية (السويدية)
- دوغلاس بايبس على موقع ديسكوغز (الإنجليزية)
- دوغلاس بايبس على موقع قاعدة بيانات الفيلم (الإنجليزية)
- دوغلاس بايبس على موقع كينوبويسك (الروسية)